# Смерть на похоронах (фильм, 2007)
Смерть на похоронах (англ. Death at a Funeral) — британская чёрная комедия режиссёра Фрэнка Оза. Сюжет сосредоточен на семье, которая пытается решить некоторые свои проблемы во время похорон родственника.

## Сюжет
Действие происходит в Великобритании в доме Дэниела и его жены Джейн, где они живут с его родителями. История начинается в день похорон отца Дэниела, и в процессе организации этого мероприятия Дэниел с женой разговаривают о том, что они планируют купить квартиру и уйти из родительского дома. Из Нью-Йорка приезжает брат Дэниела Роберт, известный писатель, живущий в роскошном пентхаусе и купивший на последние деньги билет в бизнес-класс, вместо того, чтобы оплатить часть похорон отца. Во время прибытия гостей он выслушивает комплименты на свой счет. Гости ожидают, что именно он произнесёт траурную речь, но Роберт отказывается в пользу своего брата. Дэниел попрекает брата за расходы и сильно волнуется по поводу речи, записывая текст на карточки.
Кузина Дэниела Марта и её жених Саймон пытаются произвести хорошее впечатление на её отца Виктора, который совсем не одобряет выбор дочери. Заезжая за братом Троем, студентом-фармакологом, Марта нашла у него на столе пузырек с надписью «валиум» и дала в качестве успокоительного Саймону. Но это оказался не валиум, а галлюциногенные таблетки, которые изготавливает и продаёт её брат. Саймон под действием препарата теряет над собой контроль.
На похоронах Дэниел встречает незнакомого карлика по имени Питер, который очень хочет поговорить с ним наедине, но у Дэниела пока на это нет времени.
Начинается служба, но неадекватному Саймону кажется, что в гробу кто-то шевелится, и он случайно опрокидывает гроб с покойником. Во время последовавшего за этим беспорядка Марта тащит Саймона на улицу, где они сталкиваются с её отцом и тот запрещает ей выходить замуж за Саймона. Марта и Трой рассказывают Саймону, что с ним происходит, и тот, расстроившись, закрывается в ванной на втором этаже. Марта пытается уговорить Саймона выйти, но к ней подходит Джастин, с которым она когда-то провела ночь, и пытается её закадрить. Марта говорит ему, что сожалеет о случившемся, но Джастин её целует, и это видит голый Саймон с балкона. После этого Саймон лезет на крышу и угрожает оттуда спрыгнуть, но Марта следует за ним на крышу и сообщает, что беременна, и они обязательно поженятся.
Питеру, тем временем, удаётся встретиться наедине с Дэниелом, где он показывает фотографии, подтверждающие любовную связь Питера и отца Дэниела, и требует за молчание £ 15000, так как он не упомянут в наследстве. Роберт и Дэниел связывают карлика и дают всё те же 5 таблеток «Валиума», которые на самом деле галлюциногены. Пока братья отлучаются на продолжение церемонии, за Питером остаются присмотреть Трой и друг семьи Говард. Эти двое отвлеклись на инвалида дядю Алфи, находящегося в туалете, и Питер под воздействием наркотика начинает прыгать на диване и, падая, ударяется головой о столик. Подошедшие Дэниел и Роберт не могут нащупать у него пульс и, подумав, что тот уже мёртв, решили положить его тело в гроб с отцом. И им это удалось, так как все были заняты разгуливавшим голым по крыше Саймоном.
Во время прощальной речи Дэниела вдруг из гроба раздался стук и оттуда вывалился все-таки живой Питер. Пока его оттаскивали прочь, у него из кармана вывалились компрометирующие фотографии, которые все увидели. Начинается хаос, но Дэниел берёт инициативу в свои руки, выбрасывает карточки и произносит экспромтом проникновенную речь. Слова Дэниела производят большое впечатление на присутствующих. Роберт после этого готов примириться с братом. После окончания церемонии Роберт сказал Дэниелу, что пригласил мать пожить с ним в Нью-Йорке, чтобы Дэниел и Джейн наконец купили квартиру и жили отдельно. К ним подходит Джейн и говорит, что оставила дядю Альфи на ночь, так как он ходил и говорил всем, что видел покойника, и для успокоения дала ему таблетки «Валиум». Фильм заканчивается сценой, где голый дядя Альфи сидит ночью на крыше и восхищается тем, «какое все зелёное».

## В ролях
| Актёр            | Роль                  |
| ---------------- | --------------------- |
| Мэттью Макфэдьен | Дэниел                |
| Кили Хоус        | Джейн                 |
| Энди Найман      | Говард                |
| Юэн Бремнер      | Джастин               |
| Дэйзи Донован    | Марта                 |
| Алан Тьюдик      | Саймон                |
| Питер Динклейдж  | Питер                 |
| Крис Маршалл     | Трой                  |
| Руперт Грэйвз    | Роберт                |
| Питер Вон        | дядя Альфи            |
| Питер Иган       | дядя Виктор           |
| Джейн Эшер       | Сандра (мать Дэниела) |

## Критика
На сайте Rotten Tomatoes фильм получил рейтинг одобрения 62 % на основе 133 рецензий со средней оценкой 6,00/10. Консенсус критиков сайта гласит: «Смерть на похоронах — это веселый британский фарс, в котором достаточно глупости, чтобы преодолеть его недостатки».

## Ремейки
В 2009 в Индии вышел первый ремейк фильма под названием «Daddy Cool» с Сунилом Шетти, Ашишем Чаудхари и Ражпалом Ядавом в главных ролях.
16 апреля 2010 вышел одноимённый американский фильм с Крисом Роком, Трейси Морганом, Мартином Лоуренсом и другими.